# Ruselkraftwerke
Die von der Kraftwerksgesellschaft Rusel mbH betriebenen Ruselkraftwerke (auch Kraftwerk Maxhofen) unterhalb der Rusel im Bayerischen Wald haben eine installierte Leistung von ca. 39 MW. Seit 1973 wird das Kraftwerk als reines Spitzenlastkraftwerk betrieben. Noch bis 1960 war die Kraftwerksgesellschaft Generalversorger der Stadt Deggendorf.
Das als erstes erbaute Kraftwerkshaus steht an der ehemaligen B 11 (heute Staatsstraße 2135) am Ostrand des Stadtteils Mietraching kurz vor dem Anstieg zur Ruselbergstrecke.

## Baugeschichte
Das Kraftwerk in dem seit 1849 so benannten östlichen Mietrachinger Ortsteil Maxhofen entstand 1919/20 auf dem alten Platz einer Sägemühle. Durch schlechtes Baumaterial, Bedenken der Stadtväter sowie andere Streitigkeiten wurden die Baumaßnahmen in die Länge gezogen, so dass dem damaligen Kraftwerk Maxhofen erst 1929 die wasserrechtliche Genehmigung erteilt und die ersten Turbinensätze in Betrieb genommen werden konnten. Damals war das Kraftwerk mit zwei Maschinensätzen zu 500 kW und 600 kW ausgestattet. Das nötige Wasser wurde aus Stauanlagen des Höllbaches und des Saulochbaches entnommen.
Mit neuen Maschinensätzen nach dem Zweiten Weltkrieg konnte die ursprünglich geplante Leistung erreicht werden. So wurde der Höllbachsatz auf 1 MW und der Saulochsatz auf 850 kW erweitert. Im Einklang dazu wurden die Druckrohrleitungen und die Stauanlagen auf die heutige Form angepasst. 1952 wurde zusätzlich ein 800 kW starker MAN-U-Boot-Diesel installiert, der aber heute nicht mehr in Betrieb ist.
1955 wurde das Kraftwerk um zwei Dampfanlagen erweitert. Die Kesselleistung betrug 800 kW.

Dieselanlage und zentrale Kraftwerksteile
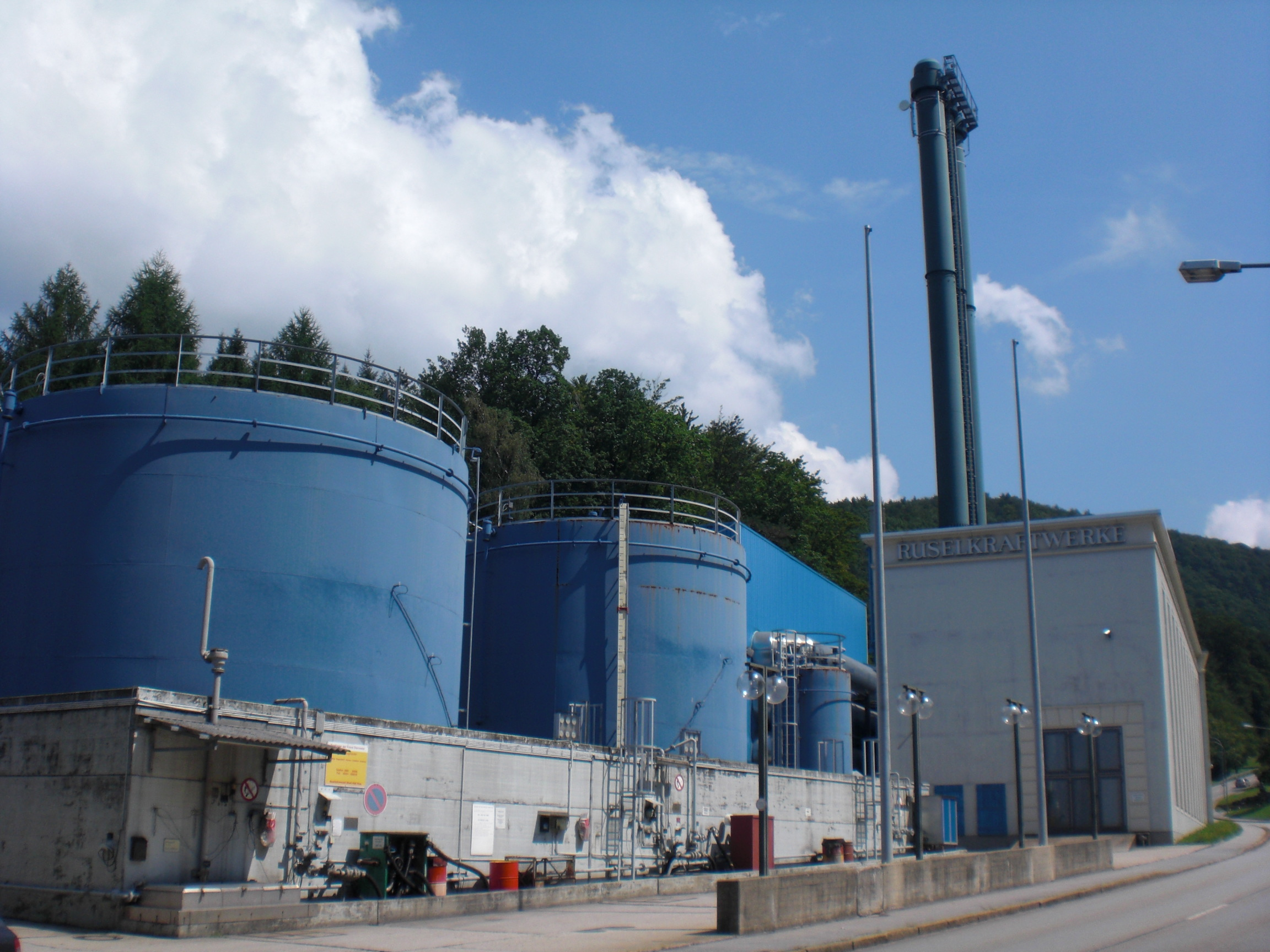
Links: Heizöltanklager Rechts: Maschinenhaus der Großdieselanlage
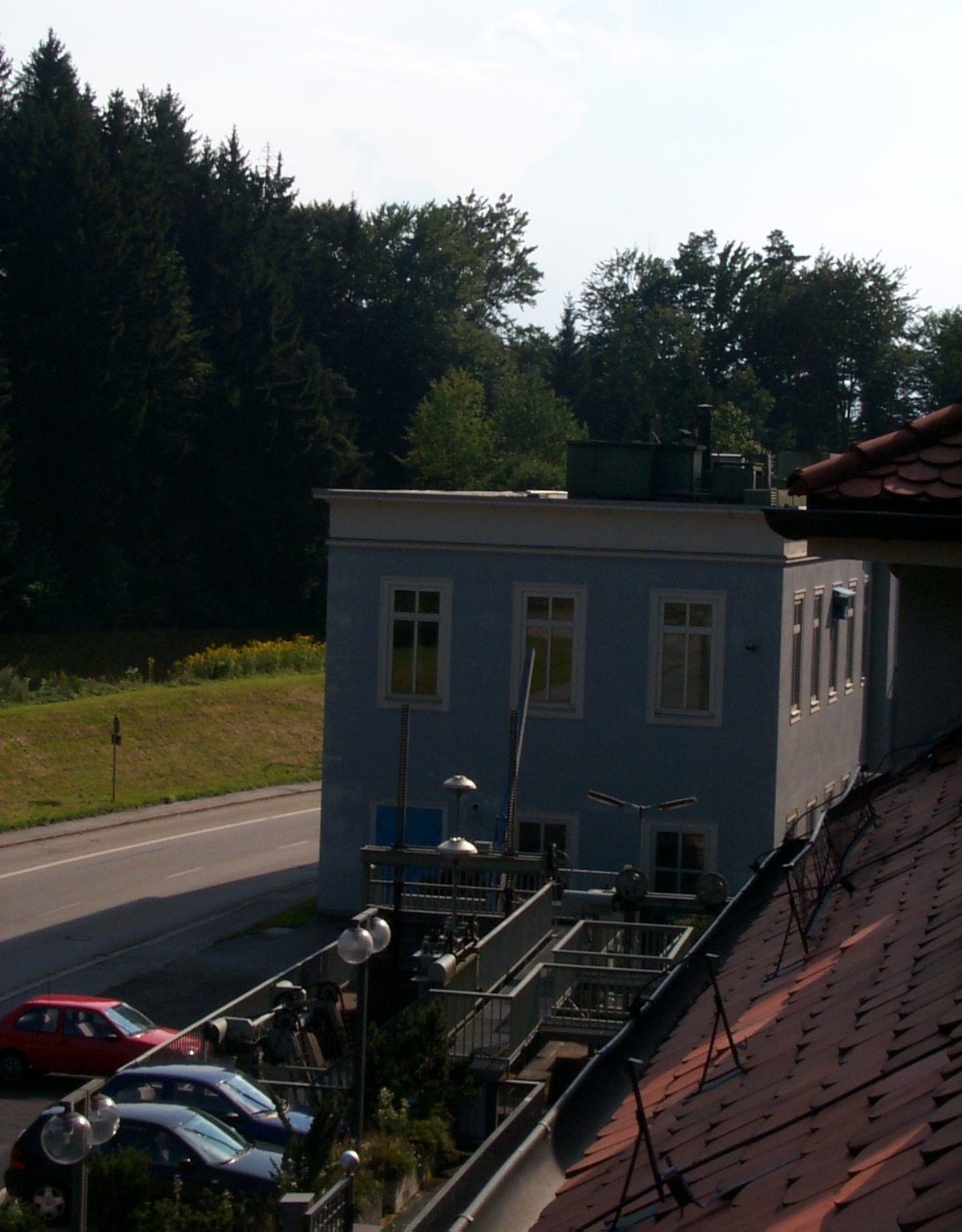
Zentrale Warte der Ruselkraftwerke

Von 1956 bis 1957 wurden das Pumpspeicherkraftwerk Oberberg 1 und dessen Hochspeicher Oberberg/Parst gebaut. Die Freistrahlturbine und der Generator hatten eine Leistung von 500 kW. Die installierte Pumpleistung betrug 380 kW. 1962 wurde diese Maschine gegen eine 1,75 MW starke neue Turbine ausgetauscht. Ende 1964 wurde das Werk Oberberg II installiert. Die Leistungsabgabe beträgt 1,75 MW und die Pumpleistung wuchs auf 1 MW.
Von 1973 bis 1978 wurde in Kleinfilling ein weiteres Kraftwerk mit Stauanlage errichtet. Es wurden zusätzlich über 16 Kilometer neue Druckrohrleitungen verlegt. Außerdem wurden vier Großdieselanlagen mit einer elektrischen Leistung von 25 MW installiert.

Pumpspeicherkraftwerk
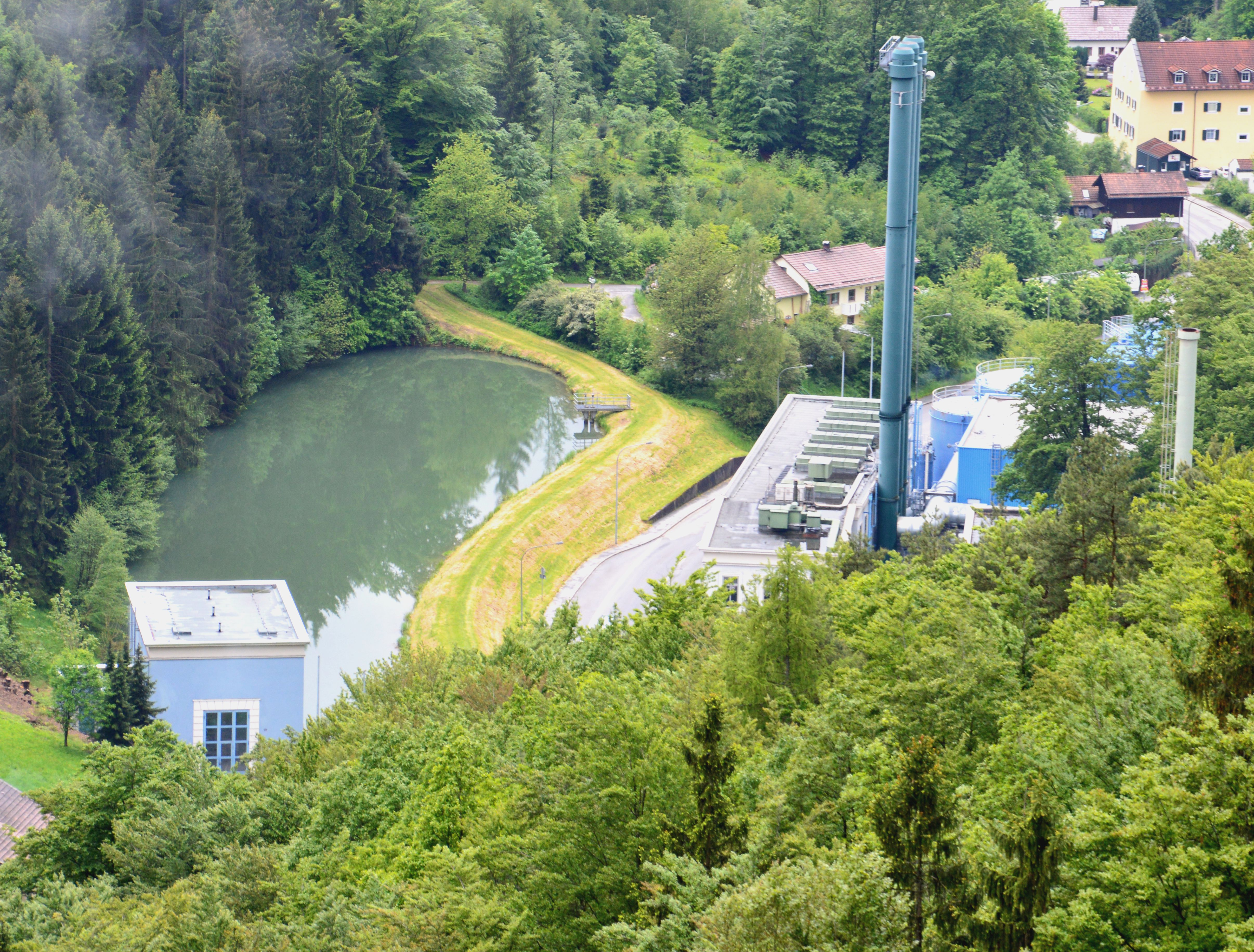
Kraftwerk in Maxhofen: links Pumpspeichermaschinenhaus Oberberg 1, rechts Großdieselanlage
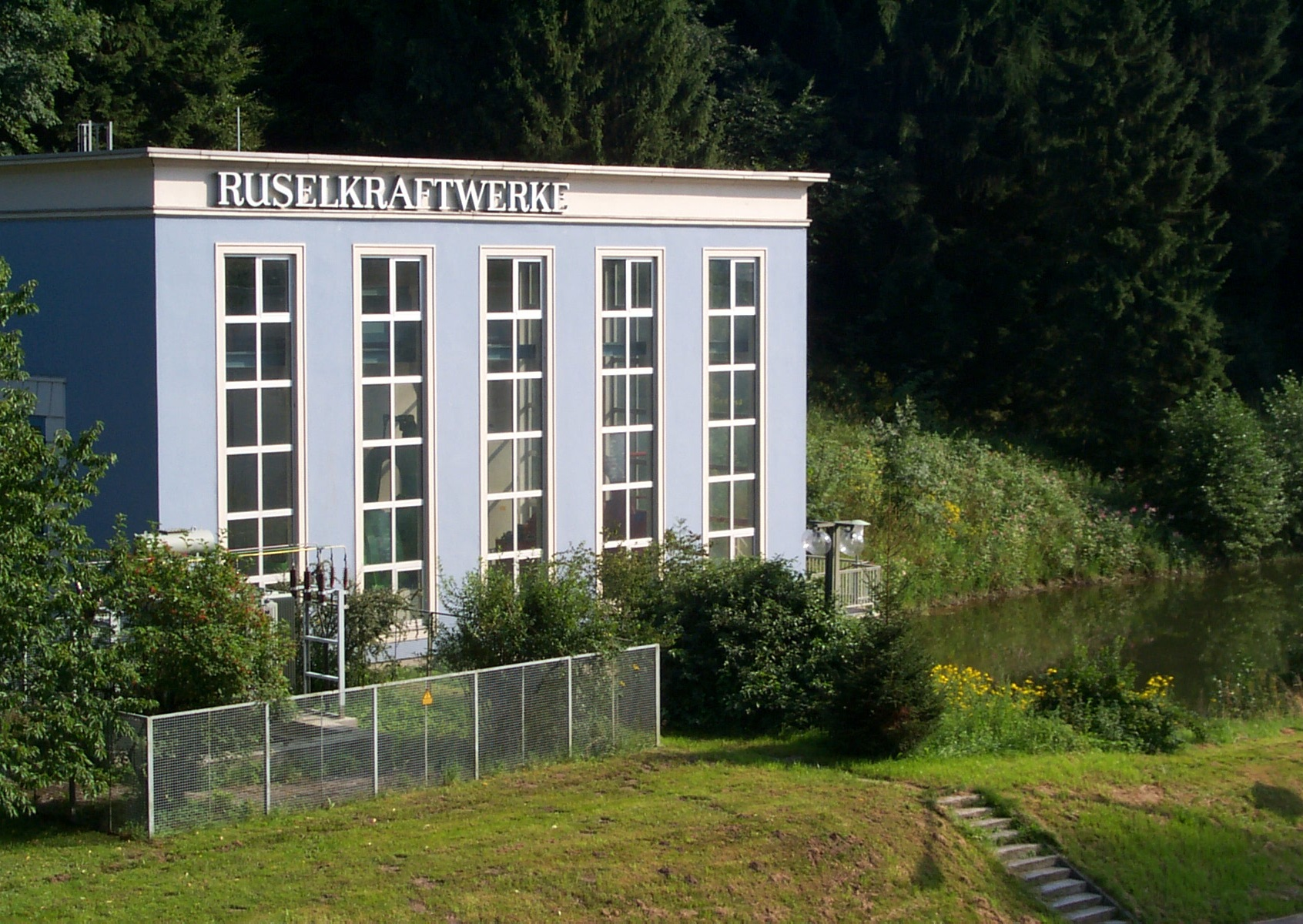
Maschinenhaus des Pumpspeicherkraftwerks Oberberg 1. Im Vordergrund ist der Maschinentrafo erkennbar.
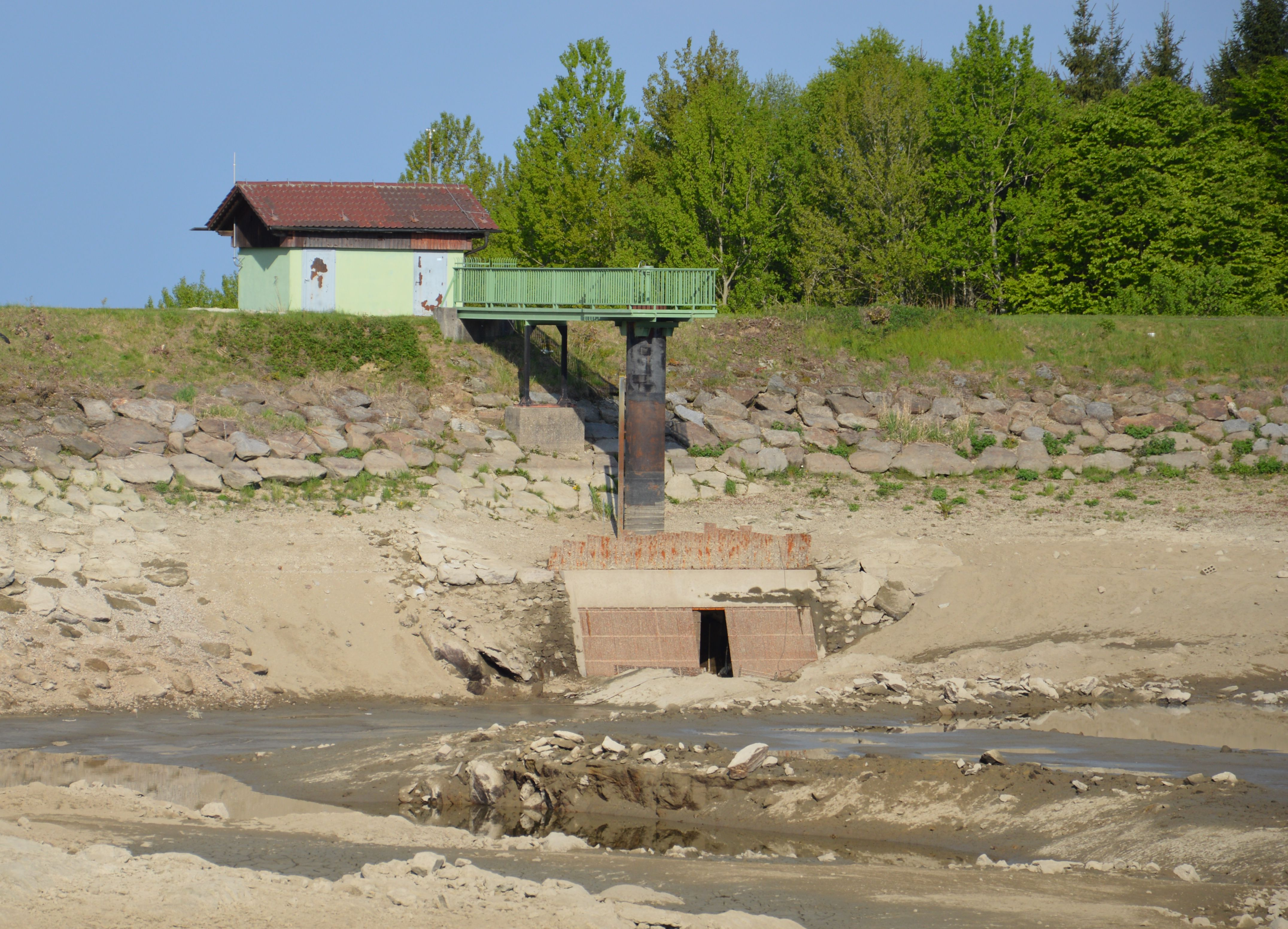
Einlaufbauwerk des Pumpspeicherkraftwerks Oberberg 1
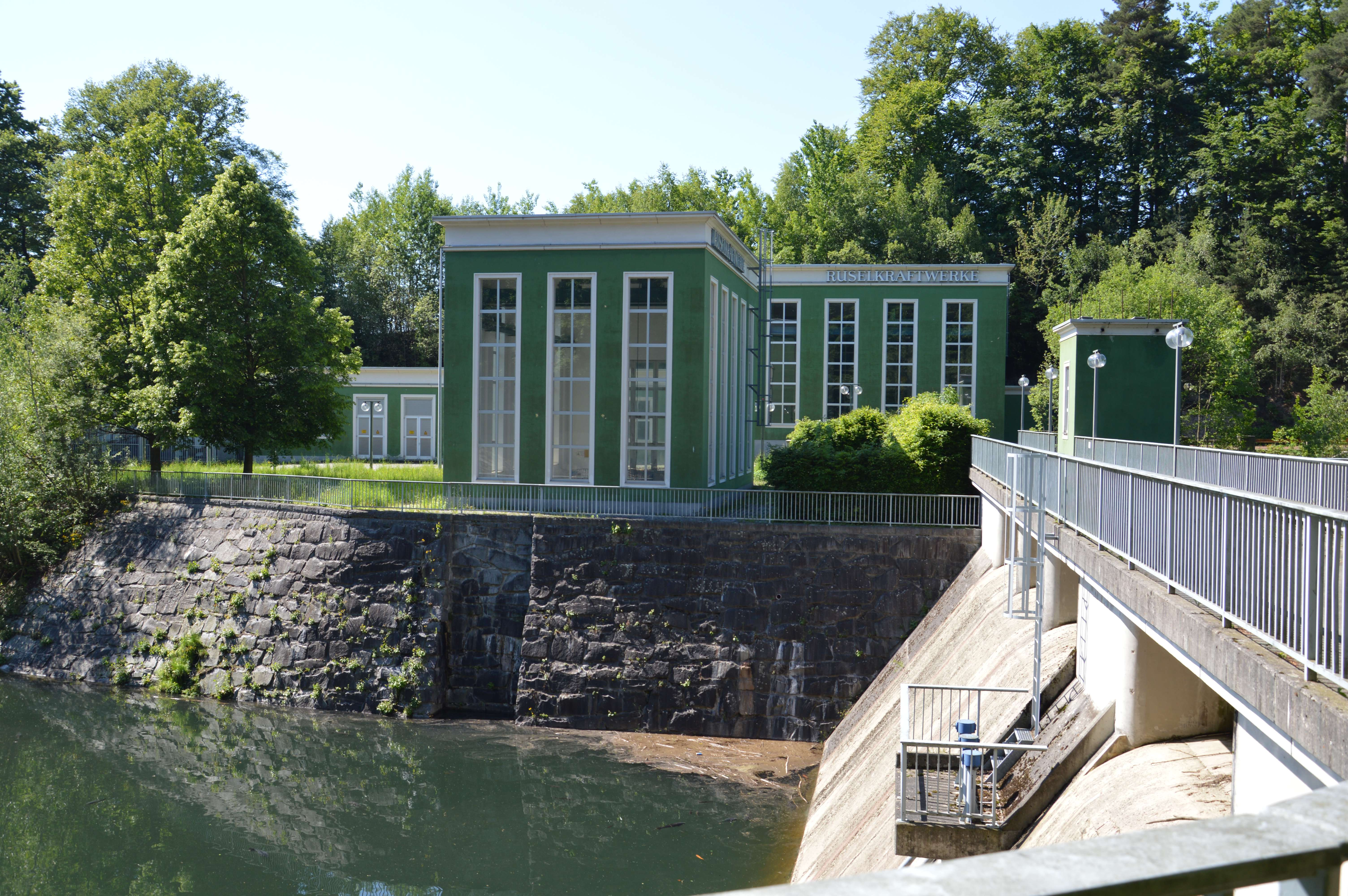
Vordergrund: Laufwasserkraftwerk Maxhofen 2, Hintergrund: Kraftwerk Oberberg 2
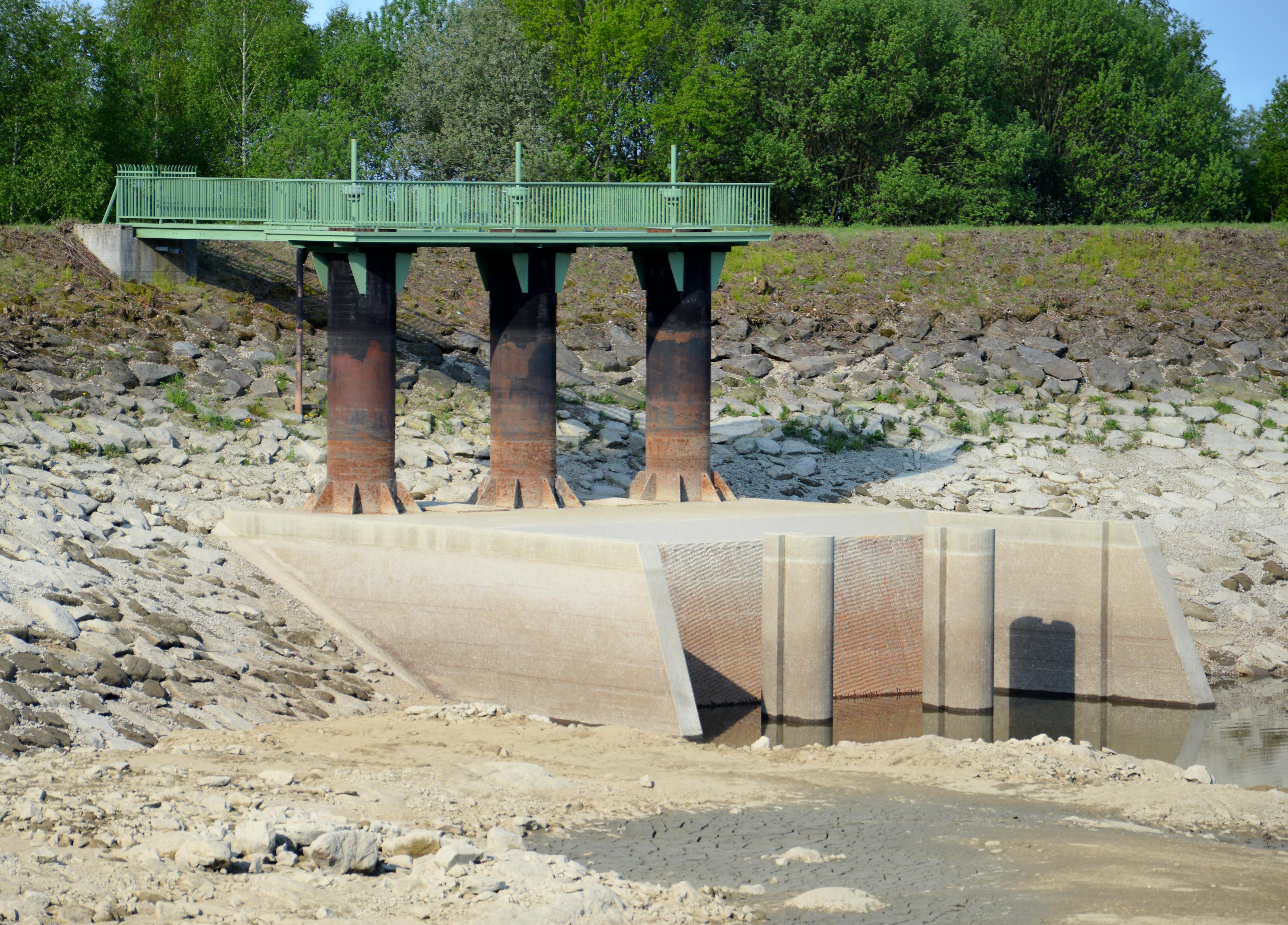
Einlaufbauwerk des Pumpspeicherkraftwerks Oberberg 2

## Heutiger Betrieb
Ende der 1990er Jahre wurde das Kraftwerk verkauft. Die Stromproduktion durch die Dieselaggregate wurde mit der Liberalisierung des Strommarkts unrentabel. Vor 2006 wurde noch die Möglichkeit zur Fernwärmeauskopplung geschaffen., aber 2014 wurden die Dieselaggregate endgültig stillgelegt.
2006 übernahm die Auer Holding des Münchner Unternehmens Christian Auer die Ruselkraftwerke. 2007 wurde die Pumpwasseranlage ausgegliedert und an E.ON / Uniper verkauft. Zehn Jahre lang betrieben die Ruselkraftwerke das Pumpspeicherkraftwerk im Auftrag weiter, dann übernahm Uniper den Betrieb und legte das Pumpspeicherkraftwerk 2018 still. Die Auer Holding kaufte die Pumpspeicheranlage in der Folge von Uniper zurück und lässt sie seit 2020 zusammen mit dem Rest des Kraftwerks modernisieren.